# Droga krajowa B223 (Niemcy)
Droga krajowa 223 (niem. Bundesstraße 223, B 223) – niemiecka droga krajowa przebiegająca  z południa na północ i łączy drogę krajową B1 na przedmieściach Mülheimu z autostradą A516 w Oberhausen w Nadrenii Północnej-Westfalii

## Historia
Fragment drogi od Bottrop do skrzyżowania z autostradą A516 na węźle Oberhausen-Zentrum został z dniem 1 stycznia 2007 zdegradowany do drogi lokalnej.